# Post Tower
La Post Tower è un grattacielo di Bonn, in Germania. 
Sede della Deutsche Post, con i suoi 162,5 metri è il quattordicesimo grattacielo più alto della Germania ed il primo non situato a Francoforte.

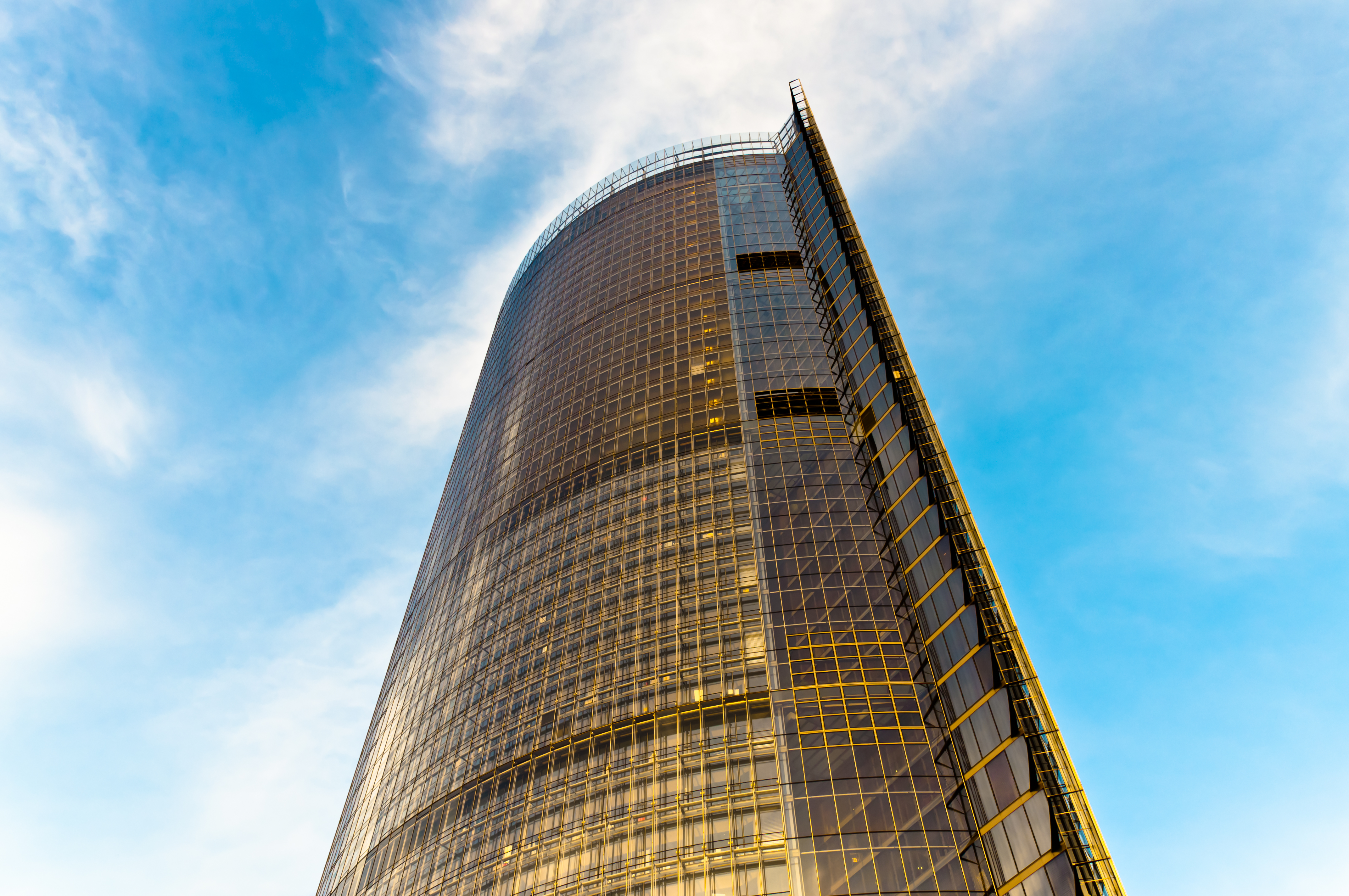
La Post Tower al tramonto